# Jurij Christoradnow
Jurij Nikołajewicz Christoradnow (ros. Юрий Николаевич Христора́днов, ur. 21 listopada 1929 we wsi Timochanowo w obwodzie jarosławskim, zm. 16 października 2018 w Moskwie) – radziecki polityk, członek KC KPZR (1976–1990).
Po ukończeniu 1949 technikum w Jarosławiu pracował w fabryce samochodów jako majster, starszy majster, pomocnik kierownika warsztatu i zastępca kierownika warsztatu odlewniczego, od 1951 w WKP(b), 1959 ukończył Wszechzwiązkowy Zaoczny Instytut Finansowo-Ekonomiczny. Od 1962 sekretarz, od 1963 I sekretarz rejonowego komitetu KPZR w Gorkim, od 1966 II sekretarz, a od 1974 I sekretarz Komitetu Miejskiego KPZR w Gorkim. Od maja 1974 I sekretarz Komitetu Obwodowego KPZR w Gorkim, od maja 1988 przewodniczący Rady Związku Rady Najwyższej ZSRR, od czerwca 1989 przewodniczący Rady ds. Religii przy Radzie Ministrów ZSRR, od stycznia 1991 na emeryturze. Deputowany do Rady Najwyższej ZSRR od 9 do 11 kadencji. 1976–1990 członek KC KPZR.

## Odznaczenia
- Order Lenina (dwukrotnie)
- Order Rewolucji Październikowej
- Order „Znak Honoru”